# Morti nel 612
| Questa pagina contiene informazioni ricavate automaticamente dalle voci biografiche con l'ausilio del template Bio e di un bot. L'aggiornamento è periodico e automatico e ricostruisce completamente la pagina. Se manca una persona in questa lista, sei pregato di non aggiungerla, ma accertati piuttosto che la sua voce biografica contenga il template Bio e che i dati anagrafici siano correttamente compilati. Se il template Bio manca, inseriscilo tu stesso o, in alternativa, metti l'avviso {{tmp\|Bio}} che ne segnala la mancanza. Se i dati riportati sono sbagliati, correggi direttamente la voce biografica; le modifiche saranno visibili in questa lista entro pochi giorni. Per chiarimenti vedi il progetto biografie. La lista contiene solo le 8 persone che sono citate nell'enciclopedia e per le quali è stato implementato correttamente il template Bio. Pagina aggiornata al 19 ott 2024. |

- 9 marzo - Pacal I, sovrano maya
- 11 agosto - Aj Ne' Yohl Mat, sovrano maya
- 13 agosto - Fabia Eudocia, imperatrice bizantina (n. 580)
- 15 novembre - Maclovio, vescovo e santo franco
- Fiorentina di Cartagena, badessa spagnola
- Gundemaro, sovrano visigoto
- Secondo di Trento, monaco cristiano e storico longobardo
- Teodeberto II, re franco (n. 586)